# Radio Mosaique FM
Radio Mosaique FM (franska: "Radio Mosaïque FM" som betyder "Radio Mosaik FM") är en tunisisk radiostation som sänder i Tunis med program på franska.